# Liste der Monuments historiques in Arvert
Die Liste der Monuments historiques in Arvert führt die Monuments historiques in der französischen Gemeinde Arvert auf.

## Liste der Objekte
Zum Verständnis siehe: Kirchenausstattung
| Bezeichnung                      | Beschreibung                     | Standort                        | Kennzeichnung | Schutzstatus | Datum | Bild |
| -------------------------------- | -------------------------------- | ------------------------------- | ------------- | ------------ | ----- | ---- |
| Zwei Kerzenständer auf dem Altar | Holz, vergoldet, 18. Jahrhundert | in der Kirche St-Étienne (Lage) | PM17001440    | Inscrit      | 1985  |      |
| Leichentuch                      | Stoff, 19. Jahrhundert           | in der Kirche St-Étienne (Lage) | PM17002555    | Inscrit      | 2013  |      |
| Skulptur Christus am Kreuz       | Holz, 18. Jahrhundert            | in der Kirche St-Étienne (Lage) | PM17001441    | Inscrit      | 1985  |      |